# Demi-groupe
Cet article concerne la structure algébrique. Pour les applications aux équations différentielles, voir C0-semigroupe (en) ou Semi-groupes.
En mathématiques, plus précisément en algèbre générale, un demi-groupe (ou semi-groupe) est une structure algébrique constituée d'un ensemble muni d'une loi de composition interne associative. Il est dit commutatif si sa loi est de plus commutative.

## Définition
Un demi-groupe est un magma associatif. Autrement dit, c'est un couple {\displaystyle (S,\star )}  composé d'un ensemble S et d'une opération {\displaystyle \star } qui vérifie la propriété d'associativité : {\displaystyle (a\star b)\star c=a\star (b\star c)} pour tous a, b et c dans S.

## Exemples
- L'ensemble des entiers naturels non nuls muni de l'addition est un demi-groupe.
- Tout monoïde est un demi-groupe.
- Tout groupe est un demi-groupe.
- Si {\displaystyle (A,+,*)} est un pseudo-anneau, alors {\displaystyle (A,*)} est un demi-groupe.
- L'ensemble vide[1] muni de la loi de composition interne vide est un demi-groupe.
- Tout ensemble ordonné dont toute paire d'éléments possède une borne inférieure, muni de la loi qui leur associe cette borne inférieure, constitue un demi-groupe commutatif[2].
- Pour tout demi-groupe {\displaystyle (S,*)}, l'ensemble des parties de S est également un demi-groupe pour l'opération définie par{\displaystyle A\cdot B=\{a*b\mid a\in A,b\in B\}.}

## Historique
L'étude des demi-groupes, en tant que structure algébrique, commence avec des travaux russes, notamment ceux d'Anton Kazimirovich Suschkewitsch (en), qui détermina en 1928 la structure des semi-groupes simples finis, puis ceux d'Evgenii Sergeevich Lyapin. Quelques années plus tard, des travaux fondateurs furent menés par David Rees, James Alexander Green, Alfred H. Clifford et Gordon Preston. Puis la théorie des demi-groupes finis s'est beaucoup développée, en liaison avec la théorie des automates, sous l'impulsion de Marcel-Paul Schützenberger et Samuel Eilenberg notamment. Elle est directement liée aux variétés de langages formels.
Depuis 1970 paraît un périodique, Semigroup Forum, consacré à la théorie des demi-groupes.

## Concepts essentiels

### Élément neutre
Un élément neutre du demi-groupe S est un élément {\displaystyle 1} de S  tel que {\displaystyle 1s=s1=s} pour tout {\displaystyle s} dans {\displaystyle S}. Lorsque S a un  élément neutre, on dit que c'est un monoïde ,. 
Il est d'usage de noter {\displaystyle (S^{1},\cdot ')} le monoïde obtenu par l'ajout à {\displaystyle S} d'un élément supplémentaire, qui déterminera {\displaystyle \cdot '} comme l'unique prolongement de {\displaystyle \cdot } à {\displaystyle (S^{1})^{2}} qui fait de ce nouvel élément l'élément neutre de {\displaystyle (S^{1},\cdot ');} ce dernier restant {\displaystyle (S,\cdot )} s'il est déjà unifère. Formellement
{\displaystyle S^{1}={\begin{cases}S&{\text{si }}S\mathrm {~contient~un~{\acute {e}}l{\acute {e}}ment~neutre~;} \\S\cup \{1\}&{\text{sinon.}}\end{cases}}}
Dans le deuxième cas, {\displaystyle 1} est un objet quelconque qui ne figure pas dans {\displaystyle S}, et la loi {\displaystyle \cdot } sur {\displaystyle S} est étendue à {\displaystyle S\cup \{1\}} en posant
{\displaystyle a\cdot '1=1\cdot 'a=a} pour tout {\displaystyle a} dans {\displaystyle S\cup \{1\}.}
Lorsque le demi-groupe {\displaystyle (S,\cdot )} est commutatif, le monoïde {\displaystyle (S^{1},\cdot ')} l'est aussi. On définit alors son groupe symétrisé ou groupe de Grothendieck {\displaystyle G(S^{1},\cdot ')}.
Si de plus {\displaystyle (S,\cdot )} est simplifiable (c'est-à-dire si tous ses éléments sont réguliers) alors {\displaystyle (S^{1},\cdot ')} l'est aussi, donc le morphisme canonique de {\displaystyle (S,\cdot )} dans {\displaystyle G(S^{1},\cdot ')} (via {\displaystyle (S^{1},\cdot ')}) est injectif.

### Zéro
Un élément absorbant, aussi appelé zéro d'un demi-groupe {\displaystyle S} est un élément {\displaystyle 0} tel que {\displaystyle 0s=s0=0} pour tout {\displaystyle s} dans {\displaystyle S}. Par exemple, le nombre 0 est un zéro des entiers naturels pour la multiplication. Si un demi-groupe possède un zéro, il est unique. 

### Morphisme de demi-groupes
Soient {\displaystyle (S,\cdot )} et {\displaystyle (T,\star )} deux demi-groupes. Une application {\displaystyle f:S\to T} est un morphisme de demi-groupes si {\displaystyle f(s\cdot t)=f(s)\star f(t)} pour tous {\displaystyle s,t\in S}. 
Par exemple, l'application {\displaystyle f:n\mapsto 2^{n}} est un morphisme du demi-groupe des entiers naturels munis de l’addition dans le demi-groupe des puissances entières de 2 munis de la multiplication.

### Sous-demi-groupe
Un sous-demi-groupe d'un demi-groupe {\displaystyle S} est un sous-ensemble de {\displaystyle S} fermé sous l'opération de {\displaystyle S}. Un sous-monoïde d'un monoïde {\displaystyle M} est un sous-demi-groupe de {\displaystyle M} qui contient l'élément neutre de {\displaystyle M}.
Ainsi l'ensemble ℕ des nombres naturels, muni de la multiplication, est un demi-groupe commutatif dont l'ensemble 2ℕ des nombres pairs est un sous-demi-groupe . ℕ est alors un monoïde avec élément neutre 1 alors que 2ℕ n'est qu'un demi-groupe.
Un sous-demi-groupe d'un monoïde {\displaystyle M} peut être un monoïde sans être un sous-monoïde de {\displaystyle M}. Par exemple dans le monoïde multiplicatif ℕ ci-dessus, le sous-demi-groupe {0} est le monoïde trivial, mais n'est pas un sous-monoïde de ℕ, car il ne contient pas l'élément neutre de ℕ.

### Inverses
Il existe dans les demi-groupes une notion de pseudoinverse et une notion d'inverse, qui généralise celle d'élément symétrique dans les groupes :
{\displaystyle x} est un pseudoinverse de {\displaystyle a} si {\displaystyle axa=a}.
{\displaystyle b} est un inverse de {\displaystyle a} si {\displaystyle aba=a} et {\displaystyle bab=b}.
Tout inverse est évidemment un pseudoinverse. Réciproquement, si {\displaystyle x} est un pseudoinverse de {\displaystyle a} alors {\displaystyle b=xax} est un inverse de {\displaystyle a}, puisque {\displaystyle aba=a(xax)a=(axa)(xa)=a(xa)=a} et {\displaystyle bab=(xax)ab=x(axa)b=(xa)(xax)=x(axa)x=xax=b}.
En algèbre linéaire, le pseudo-inverse d'une matrice est un inverse pour le semi-groupe multiplicatif des matrices.
Un demi-groupe régulier est un demi-groupe dans lequel tout élément admet au moins un pseudoinverse ou (ce qui, d'après ce qui précède, est équivalent) au moins un inverse. 
Un demi-groupe inversif est un demi-groupe dans lequel tout élément admet un unique inverse.

### Idéaux
Une partie {\displaystyle I} d'un demi-groupe {\displaystyle S} est un idéal à gauche (à droite) si {\displaystyle SI\subset I}, {\displaystyle IS\subset I}. C'est un idéal (bilatère) s'il est à la fois un idéal à droite et à gauche. Pour tout élément {\displaystyle a} de {\displaystyle S}, l'ensemble {\displaystyle S^{1}a}, {\displaystyle aS^{1}}, {\displaystyle S^{1}aS^{1}} est l'idéal à gauche, à droite, bilatère engendré par {\displaystyle a}. Un idéal est propre s'il est non vide et distinct du demi-groupe tout entier.
Le zéro, s'il existe, est un idéal bilatère propre si {\displaystyle S} ne se réduit pas à cet élément.

#### Idéal minimal
Le produit {\displaystyle I_{1}I_{2}\cdots I_{n}} d'idéaux {\displaystyle I_{1},I_{2},\ldots ,I_{n}} est un idéal contenu dans leur intersection. Il en résulte que si les idéaux {\displaystyle I_{1},I_{2},\ldots ,I_{n}} ne sont pas vides, leur intersection ne l'est pas non plus.
Un idéal non vide {\displaystyle I} est minimal s'il ne contient pas d'autre idéal non vide. Ainsi, un idéal minimal, vu comme demi-groupe, est un demi-groupe simple. Comme l'intersection de deux idéaux non vides est un idéal non vide, un demi-groupe possède au plus un seul idéal minimal. L'existence d'un idéal minimal est assurée dans le cas d'un demi-groupe fini (on prend simplement l'intersection de tous les idéaux non vides).
Si un demi-groupe {\displaystyle S} possède un zéro {\displaystyle 0}, il est à lui tout seul l'idéal minimal de {\displaystyle S}. Un idéal {\displaystyle I} de {\displaystyle S} est {\displaystyle 0}-minimal s'il est non vide, différent de {\displaystyle 0}, et ne contient pas d'autre idéal non vide. Un idéal 0-minimal {\displaystyle I}, vu comme demi-groupe, est un demi-groupe 0-simple sauf si {\displaystyle I^{2}=0}.
ExempleLe demi-groupe {\displaystyle S=\{s,t,0\}} défini par {\displaystyle xy=0} pour {\displaystyle x,y\in S} possède deux idéaux 0-minimaux, à savoir {\displaystyle \{s,0\}} et {\displaystyle \{t,0\}}.

### Quotient de Rees
Soit {\displaystyle S} un demi-groupe et soit {\displaystyle I} un idéal de {\displaystyle S}. Le quotient de Rees {\displaystyle S/I} de {\displaystyle S} par {\displaystyle I} est le demi-groupe quotient de {\displaystyle S} par la congruence de Rees {\displaystyle {\mathcal {J}}}, définie par
{\displaystyle x{\mathcal {J}}y\iff x=y{\text{ ou }}x,y\in I}.
Si {\displaystyle I} est vide, {\displaystyle S/I=S}. Si {\displaystyle I=S}, {\displaystyle S/I} est un singleton. Si {\displaystyle I\neq \emptyset ,S}, on emploie la construction suivante : On dénote la classe de {\displaystyle I} par {\displaystyle 0}, et on identifie les autres classes à leur unique élément. Alors {\displaystyle S/I=(S\setminus I)\cup \{0\}}, avec la multiplication {\displaystyle *} définie comme suit : {\displaystyle 0} est un zéro, et
{\displaystyle x*y={\begin{cases}0&{\text{si }}xy\in I\\xy&{\text{sinon}}.\end{cases}}}
Le quotient de Rees est nommé ainsi d'après son concepteur, le mathématicien David Rees.
ExempleDans le monoïde libre {\displaystyle A^{*}} engendré par un alphabet {\displaystyle A} à deux lettres au moins, on considère l'idéal des mots contenant un mot carré, c'est-à-dire l'ensemble des mots de la forme {\displaystyle xyyz}, où {\displaystyle x,y,z} sont des mots, et {\displaystyle y} n'est pas le mot vide. Le quotient de Rees est composé des mots sans carré de {\displaystyle A^{*}}, et d'un zéro. Si {\displaystyle A} est composé de deux lettres {\displaystyle a} et {\displaystyle b}, le quotient de Rees est fini et formé de {\displaystyle a,b,ab,ba,aba,bab}, du mot vide et du zéro. Si {\displaystyle A} a plus de deux lettres, ce quotient de Rees est infini.

### Demi-groupe simple et 0-simple
- Un demi-groupe {\displaystyle S} est simple si ses seuls idéaux sont {\displaystyle \emptyset } et S.
- Un demi-groupe {\displaystyle S} est 0-simple s'il possède un zéro noté {\displaystyle 0}, si {\displaystyle S^{2}\neq \{0\}} et si {\displaystyle \emptyset ,0} et {\displaystyle S} sont ses seuls idéaux. Comme {\displaystyle S^{2}} est un idéal non vide, la seule possibilité qui reste est {\displaystyle S^{2}=S}. Un demi-groupe 0-simple ne se réduit donc pas à son zéro.

ExemplesLe demi-groupe bicyclique est simple. Tout groupe est simple en tant que demi-groupe.
Un 0-groupe est un demi-groupe de la forme {\displaystyle G\cup \{0\}}, où {\displaystyle G} est un groupe et où {\displaystyle 0} est un élément qui joue le rôle d'un zéro et qui n'est pas dans {\displaystyle G}. La loi de {\displaystyle G} est donc étendue à {\displaystyle G\cup \{0\}} par {\displaystyle 0s=s0=0} pour {\displaystyle s} dans {\displaystyle G\cup \{0\}}. On écrit en général {\displaystyle G^{0}} pour {\displaystyle G\cup \{0\}}. Plus généralement, si {\displaystyle S} est un demi-groupe non vide, on note {\displaystyle S^{0}} le demi-groupe avec zéro obtenu en ajoutant un zéro à {\displaystyle S}. Un 0-groupe est un demi-groupe 0-simple.

### Littérature
Histoire des demi-groupes
- Gordon B. Preston, « Personal reminiscences of the early history of semigroups », sur gap-system.org, 1990.
- Paul Dubreil, « Apparition et premiers développements de la théorie des demi-groupes en France », Cahiers du séminaire d'histoire des mathématiques, vol. 2,‎ 1981, p. 59-65 (MR 618658, zbMATH 0465.01005, lire en ligne)
- (en) Christopher Hollings, « The early development of the algebraic theory of semigroups », Arch. Hist. Exact Sci. (2009), vol. 63,‎ 2009, p. 497–536 (DOI 10.1007/s00407-009-0044-3)

Ouvrages historiques
- (en) Alfred H. Clifford et Gordon B. Preston, The Algebraic Theory of Semigroups, vol. I, Providence, R.I., American Mathematical Society, coll. « Mathematical Surveys » (no 7-Part I), 1961, xv+224 (ISBN 978-0-8218-0272-4, MR 0132791, lire en ligne)
- (en) Alfred H. Clifford et Gordon B. Preston, The Algebraic Theory of Semigroups, vol. II, Providence, R.I., American Mathematical Society, coll. « Mathematical Surveys » (no 7-Part II), 1967, xv+350 (ISBN 978-0-8218-0272-4, MR 0218472, lire en ligne)
- (en) Evgueni S. Lyapine, Semigroups, American Mathematical Society, coll. « Translations of Mathematical Monographs » (no 3), 1963Deux autres éditions suivent, une première en 1968 avec un chapitre additionnel, et une deuxième, en 1974, avec un autre chapitre en plus.

Ouvrages classiques
- (en) John M. Howie, Fundamentals of Semigroup Theory, Oxford, Oxford University Press, coll. « London Mathematical Society Monographs. New Series » (no 12), 1995, x+351 (ISBN 0-19-851194-9, MR 1455373)
- (en) Pierre Antoine Grillet, Semigroups : An Introduction to the Structure Theory, Marcel Dekker, coll. « Monographs and Textbooks in Pure and Applied Mathematics » (no 193), 1995, xii+398 (ISBN 0-8247-9662-4, MR 2000g:20001)
- Gérard Lallement, Semigroups and Combinatorial Applications, John Wiley & Sons, coll. « Pure and Applied Mathematics », 1979, xi+376 (ISBN 0-471-04379-6, MR 81j:20082)

- Jean-Éric Pin (préf. Marcel-Paul Schutzenberger), Variétés de langages formels, Paris, Masson, 1984, 138 p. (ISBN 978-2-225-80266-9, MR 0752695, zbMATH 0636.68093, présentation en ligne) ; traduit en anglais : Varieties of formal languages, London et Plenum, New York, North Oxford, 1986

Ouvrages récents
- (en) Mati Kilp, Ulrich Knauer et Alexander V. Mikhalev, Monoids, Acts and Categories : With Applications to Wreath Products and Graphs, Berlin/New York, Walter de Gruyter, coll. « De Gruyter Expositions in Mathematics » (no 29), 2000, xviii+529 (ISBN 3-11-015248-7)
- (en) Attila Nagy, Special Classes of Semigroups, Kluwer Academic Publishers, coll. « Advances in Mathematics (Dordrecht) » (no 1), 2001, viii+269 (ISBN 0-7923-6890-8, MR 2002d:20091, présentation en ligne)

Articles récents
- Peter Kostolányi, « Free products of semigroups and monoids with a deterministic context-free word problem », Information Processing Letters, vol. 188,‎ 1er février 2025, article no 106541 (DOI 10.1016/j.ipl.2024.106541)